# Ratusz w Nowej Soli
Ratusz w Nowej Soli – budynek wzniesiony w latach 1574–1575 jako budynek cesarskiego urzędu solnego jest najstarszą budowlą w mieście, funkcję siedziby władz miejskich pełnił od 1820 roku. Wielokrotnie przebudowywany. Najstarsze fragmenty zachowały się w jego północnej fasadzie. Piwnice i pomieszczenia drugiej kondygnacji posiadają pierwotne kolebkowo-krzyżowe sklepienia. Mieści się przy ulicy Moniuszki.